# Джаррелл, Рэндалл
Рэндалл Джаррелл (англ. Randall Jarrell; 16 мая 1914, Нашвилл, Теннесси — 14 октября 1965, Чапел-Хилл, Северная Каролина) — американский поэт, литературный критик и эссеист, педагог, 11-й поэт-лауреат США.

## Биография
Джаррелл родился в Нашвилле, штат Тенесси. Учился в Университете Вандербильта, а затем вместе с друзьями перебрался в Огайо, где продолжал учёбу в Колледже Кеньон (англ. Kenyon College), где проживал вместе с писателями Робби Макколи, Питером Тэйлором и поэтом Робертом Лоуэллом, с которым сохранил дружбу до конца жизни. После окончания обучения в 1938 году, Джаррелл отправился в Техасский университет в Остине, где преподавал с 1939 по 1942 годы. Там он познакомился со своей первой женой Макки Лэндхам (англ. Mackie Langham). В 1942 году Джаррелл ушёл в армию, где служил в ВВС сухопутных войск США. Его ранние поэтические произведения отражали опыт его военной службы в годы Второй мировой войны.
После возвращения из армии год работал в Колледже Сары Лоуренс, затем преподавал в Университете Северной Каролины в Гринсборо (англ. University of North Carolina at Greensboro), где преподавал поэтическое мастерство и художественную литературу. В 1948 году стал Лауреатом фонда Гуггенхайма, в 1951 году был награждён премией Национального Института Искусства и Литературы, а в 1961 году получил премию Национальной книжной ассоциации за поэзию за сборник стихов The Woman at the Washington Zoo. Он написал несколько эссе о Роберте Фросте, чьё творчество повлияло на поэзию самого Джаррелла, а также об Уолте Уитмене, Марианне Мур, Уоллесе Стивенсе. В 1952 году Джаррелл женился во второй раз.
14 октября 1965 года Джаррелл был сбит автомобилем в городе Чапел-Хилл (Северная Каролина). Велось расследование, причиной смерти был признан несчастный случай. Однако незадолго до этого Джаррелл предпринимал попытки самоубийства, а также проходил лечение в психиатрической клинике. Близкие Джаррелла не исключали самоубийства. В своём письме к Элизабет Бишоп, в частности, Роберт Лоуэлл писал:
Шанс того, что это был несчастный случай, весьма невелик. Думаю, это было самоубийство, и так думают все, кто хорошо его знал. Оригинальный текст (англ.)There's a small chance [that Jarrell's death] was an accident... [but] I think it was suicide, and so does everyone else, who knew him well

## Произведения

### Поэзия
- 1940 — The Rage for the Lost Penny
- 1942 — Blood for a Stranger
- 1945 — Little Friend, Little Friend
- 1948 — Losses
- 1951 — The Seven-League Crutches
- 1955 — Selected Poems
- 1960 — The Woman at the Washington Zoo
- 1965 — The Lost World
- 1969 — Complete Poems (посмертно)

### Проза
- 1961 — A Sad Heart at the Supermarket
- 1953 — Poetry and the Age
- 1969 The Third Book of Criticism
- 1980 Kipling, Auden and Co.